# Woronesch-Kastornoje-Operation
1941: Białystok-Minsk – Dubno-Luzk-Riwne – Smolensk – Uman – Kiew – Odessa – Leningrader Blockade – Wjasma-Brjansk – Charkow – Rostow – Moskau – Tula

1942: Rschew – Charkow – Ljuban/Wolchow – Kertsch/Sewastopol – Fall Blau – Kaukasus – Stalingrad – Operation Mars

1943: Woronesch-Charkow – Operation Iskra – Nordkaukasus – Charkow – Kursk – Orjol – Donez-Mius – Donbass – Belgorod-Charkow – Smolensk – Dnepr – Kiew

1944: Dnepr-Karpaten – Leningrad-Nowgorod – Krim – Wyborg–Petrosawodsk – Operation Bagration – Lwiw-Sandomierz – Jassy–Kischinew – Belgrad – Petsamo-Kirkenes – Baltikum – Karpaten – Ungarn

1945: Kurland  – Weichsel-Oder – Ostpreußen – Westkarpaten – Niederschlesien – Ostpommern – Plattensee – Oberschlesien – Wien – Oder – Berlin – Prag
Die Woronesch-Kastornoje-Operation  (russisch Воронежско-Касторненская операция)  war eine Angriffsoperation der Roten Armee im Zweiten Weltkrieg, die als Teil der Woronesch-Charkiwer Operation von der Woronescher Front durchgeführt wurde. Sie dauerte vom 24. Januar bis zum 2. Februar 1943.

## Vorgeschichte
Als Ergebnis der Operation Ostrogoschsk-Rossosch gelang es der Roten Armee, starke ungarische, italienische und deutsche Kräfte zu zerschlagen. Die ungarische 2. Armee (Generaloberst Jány) war beidseitig umfasst und abgeschnitten worden. Dadurch entstand westlich von Woronesch eine tiefe Einkerbung im Frontverlauf. Hier befanden sich Truppen der deutschen 2. Armee und des ungarischen III. Korps mit insgesamt zwölf Divisionen (zirka 125.000 Soldaten nach sowjetischen Angaben). Auf sowjetischer Seite wurde eine Einkesselung der feindlichen Kräfte geplant. Aus dem Norden sollte die 13. Armee der Brjansker Front und aus dem Süden die 40. und 60. Armee der Woronescher Front vorstoßen.

## Verlauf

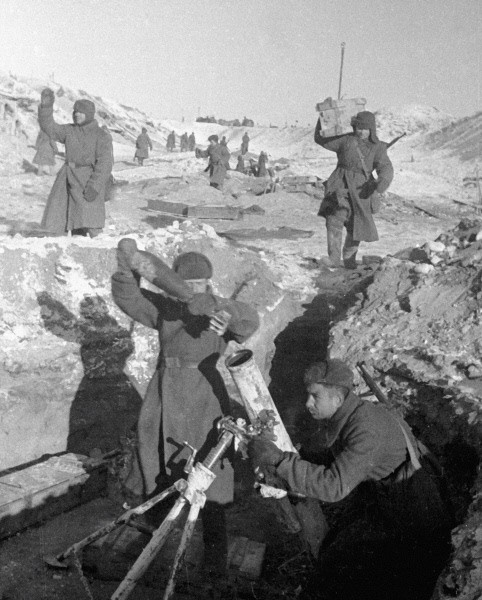
Soldaten des Mörser-Bataillons Bezdetko feuern auf deutsche Stellungen (22. Februar 1943)

Durch die Offensive der Südwestfront (Watutin) und der Woronesch-Front (Golikow) geriet die  Front der Heeresgruppe B zwischen Jelez und den Donez bei Lissitschansk auf einer Breite von 250 Kilometern ins Wanken.
Die sowjetische 40. Armee unter General Moskalenko nahm Stoßrichtung nach Norden auf Stary Oskol, die 60. Armee unter General Tschernjachowski wurde frontal gegen Woronesch angesetzt, das von den Deutschen aufgegeben werden musste. Vom Norden her drang die sowjetische 13. Armee (General Puchow) auf Liwny vor und drängte das deutsche LV. Armeekorps über den Tim-Abschnitt nach Westen zurück, während gleichzeitig die 38. Armee südwärts stoßend, durch die Front des deutschen XIII. Armeekorps auf Wolowo durchstieß. Am 24. Januar erfolgte die Vereinigung mit dem von Süden herankommenden 4. Panzerkorps unter General Krawtschenko. Der gesamte Südflügel der deutschen 2. Armee (Generaloberst von Salmuth) mit dem noch am Don-Abschnitt haltenden XIII. und VII. Armeekorps, sowie die Gruppe Siebert sahen sich im Raum Kastornoje abgeschnitten.
Im Laufe dieser Operationen wurden zwischen dem 24. und 29. Januar ein großer Teil der deutschen 2. Armee (8 Divisionen) und das ungarische III. Korps (2 Divisionen) von den sowjetischen Truppen eingekesselt. In den ersten Tagen erlitten die Achsenmächte die größten Verluste, vom 25. bis 29. Januar gerieten 22.000 Soldaten in sowjetische Gefangenschaft. Danach begann eine neue Großoffensive der Woronesch-Front, welche zusammen mit der südlicher ebenfalls in der Offensive stehenden 3. Panzerarmee der Südwestfront versuchte, die Stadt Charkow zurückzuerobern.
Die Zermürbung der bei Kastornoje eingeschlossenen Truppen (Reste von etwa 8 Divisionen) wurde durch die Masse der sowjetischen 38. Armee (General Tschibissow) durchgeführt. Die Sowjets hatten dafür 27.500 Soldaten eingesetzt, die Eingeschlossenen zählten Anfang Februar noch etwa 35.000 Soldaten. Dadurch erhielten die Reste der eingeschlossenen Verbände am 2. Februar eine Chance zum Ausbruch nach Westen. Für den Ausbruch wurden drei einzelne Gruppen gebildet:
- Die Gruppe Beukemann vereinigte die Reste der 75., 340. und 377. Infanterie-Division sowie zwei (6. und 9.) ungarische Divisionen mit insgesamt zirka 10.000 Soldaten.
- Gruppe Siebert mit den Resten der 57., 68. und 323. Infanterie-Division, zählte etwa 8.000 Soldaten.
- Die kleinste Gruppe unter General Aldrian bestand aus den Resten der 26. und 88. Infanterie-Division.

Nördlich davon waren zwischenzeitlich die Truppen der sowjetischen 60. Armee vorgezogen worden, eroberten am 8. Februar Kursk und überschritten den Sejm-Abschnitt. Truppen der sowjetischen 38. Armee organisierten die Verfolgung und Vernichtung der Gruppe Beukemann. Die beiden anderen Ausbruchsgruppen konnten zwischen dem 12. und 17. Februar im Raum östlich von Obojan die Verbindung mit den Truppen der Heeresgruppe B wiederherstellen. Die 2. Armee (ab 4. Februar unter General der Infanterie Weiß) konnte die Front zwischen Rylsk und Sumy erst Ende Februar festigen.

## Folge

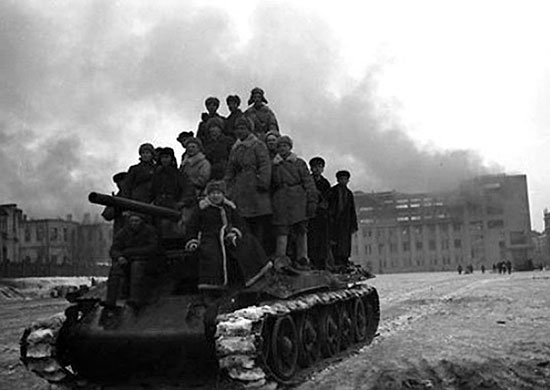
Im befreiten Woronesch. 25. Januar 1943

Nach sowjetischen Angaben wurden mehr als 83.000 deutsche und ungarische Soldaten getötet, verwundet oder gefangen genommen. Nach General  von Tippelskirch, „hatte die 2. deutsche Armee sehr schwere Verluste, die Reste der ungarischen 2. Armee waren für den Großkampf nicht mehr einsetzbar, die Reste des XXIV. Panzerkorps und das italienische Alpinikorps waren großteils vernichtet“.
Die Verluste der Woronescher Front zwischen 24. Januar und 1. Februar betrugen etwa 33.000 Tote und Verwundete.
Erst nach der Abwehr der folgenden sowjetischen Dmitrijew-Sewsker Operation (24. Februar bis zum 28. März 1943) stabilisierte sich die Front der 2. Armee.
Während des Russischen Bürgerkrieges 1919 gab es ebenfalls eine Woronesch-Kastornoje-Operation.